# 呉成崙
呉成崙（日本語読み；ご せいろん、朝鮮語読み；オ・ソンリュン、1898年 - 1947年）は、朝鮮人の共産主義者で、朝鮮独立運動に加わったが、日中戦争中に投降して転向した。『アリランの歌』では、主人公で共著者、キム・サンの親友として登場する人物である。
初め義烈団に属して上海で田中義一狙撃事件の犯人の1人となり、捕まったが脱獄。後にソ連を訪れて共産党に入党して各地で活動し、東北抗日聯軍の軍需処長を務めて金日成の上官だった。ところが、最終的には満州国に帰順して日本に協力したため、戦後に八路軍に捕らわれて、抑留中に病死した。
全光、威声、呉東実、鳳煥、呉震など多数の別名・変名を使用した。

## 生涯

### 生い立ち
1898年、咸鏡北道に生まれた。1900年生誕説もある。本籍は咸鏡北道穏城郡永瓦面龍南洞231。1906年ころ、父親に従って間島に移住。和龍県月晴郷傑満洞で幼少期を過ごした。
1918年、琿春県大荒溝の北一中学を卒業し、一時、ロシア領へ行っていたと伝えられる。翌年、汪清県鳳梧洞で教員となり、独立軍に参加。傘下の都監府で、教練官になっていたとされる。

### 義烈団時代
1920年、北京へ行き、義烈団に入団。この当時の朝鮮独立運動家の間では、ロシアで根強かった革命思想としてのニヒリズムが流行っていて、義烈団も思想的にはその傾向が強かったが、団員がテロリズムに邁進することを、はっきりとめざした組織だった。しかし、義烈団が企てたテロは、全部失敗している。
呉成崙が最初に参加したテロは、鴨緑江鉄橋爆破計画だったといわれるが、事前に察知されて失敗。逮捕は免れた。
1921年、上海に移り、大韓民国臨時政府に期待したが、初代大統領・李承晩が独断で、国際連盟による朝鮮の委任統治をアメリカに請願していたことに憤激。金元鳳、申采浩などとともに「李承晩声討文」に署名した。
1922年3月28日、金益相、李鐘岩 とともに、上海に立ち寄った田中義一の暗殺を企てる。主犯格の呉成崙は、田中が上海バンドに着岸した船から上陸するところを狙撃した。銃弾は、田中にはあたらず、田中のそばにいたアメリカ人女性スナイダー夫人に命中して、結局、夫人は死亡した。現場から逃走した呉成崙は、追ってきたイギリス人警官に傷を負わせたが、捕まって、日本領事館に引き渡された。しかし、同囚の日本人の助けを得て、領事館の留置所から脱出。日本領事館は500ドルの懸賞金をかけて捜索したが、捕まらなかった。
この暗殺未遂事件は、『アリランの歌』に印象的に描かれているが、共著者で主人公のキム・サン（張志楽）は、呉の脱獄を題材にして『奇妙な武器』という短編小説も書き残している。

### 共産党入党
広東で偽造パスポートを手に入れた呉成崙は、ドイツを経由してソ連に入国した。共産党に入党し、モスクワの東方勤労者共産大学（クートヴェ）で学んだ。クートヴェに在学した期間については、諸説があってはっきりしない。卒業後、ウラジオストクへ行き、満州へ帰って、赤旗団を組織したといわれる。しかし、その時期も、赤旗団の活動内容も不明である。1924年1月、日本の皇太子の結婚式に決死のテロ部隊を送ることを計画していた、というような話もある。
1926年、中国共産党に加入。第一次国共合作で、共産党員がそのまま国民党員になっていたことから、広州へ行き、黄埔軍官学校でロシア語の教師となった。翌1927年、国共合作は崩壊し、コミンテルンの方針で、広州蜂起が起こる。呉は、小部隊を率いて戦闘に参加したが、蜂起は失敗し、海陸豊ソヴィエト（南昌起義参照）へ撤退する。海陸豊でも激しい戦いが続いて、呉は山中をさまようが、奇跡的に香港へ脱出。上海へ行き、しばらく病の身を休めた。
広州で張志楽と再会し、海陸豊まで行動を共にしていたので、この間の動静は『アリランの歌』に詳しい。

### 金日成の上官
1929年の秋、中国共産党より満州入りの指令があり、活動をはじめる。最初の仕事は、コミンテルンの「一国一党」原則により、磐石県を根拠としたML派系の朝鮮共産党満州総局に働きかけて中国共産党加入を促進すること で、このため呉は、日本側からはML派だと認識されていたようだ。この当時呉は、在満州の朝鮮人民族派・朝鮮革命軍のうち、李鐘洛率いる左派にも働きかけていることが、日本側の探索資料でわかるが、この一団には、まだ10代の金成柱、後の金日成が所属していた。
1931年、それまで呉が属していた中共満州省委南満特別行動委員会がそのまま磐石県委となるが、呉は書記の要職に就いている。しかし、翌1932年11月、統一戦線結成失敗の過ちなどを指摘されて解任され、その後2年余り、中共幹部の中に呉の名前は見られなくなる。ちょうどこの時期、東満特委は民生団事件と呼ばれる朝鮮人共産党員の粛清が起こっていて、呉は東満委がカバーしていた間島に実家があっただけに、身を引いていたとも考えられる。なお、このころの呉は全光の変名を使っている。また、1934年の朝鮮総督府警務局「国外ニ於ケル容疑朝鮮人名簿」によれば、呉の住居は「吉林省琿春県首善郷 松亭」になっているという。
1932年、満州国が成立すると同時に、中共磐石県委は、わずかな人数ながら反満抗日の義勇軍を組織していた。これが、他の抗日軍を吸収して大きくなっていき、1934年11月には、東北人民革命軍第一軍となっていた（参照抗日パルチザン#満州の抗日パルチザン）。翌1935年、呉は第一軍第二師の政治部主任となって、幹部に復帰する。さらに1936年、南満の東北人民革命軍（第一軍、第二軍）は、再編成されて東北抗日聯軍第一路軍となり、呉は第一路軍第二軍の政治部主任となり、引き続き要職をしめた。このとき、第二軍六師の師長は金日成であり、呉は直接の上官にあたる。後には第一路軍総務処長、軍需処長となり、常に金日成の上官であり続けた。
この時代の呉の事績で特筆すべきなのは、1936年6月、在満韓人祖国光復会を設立したことだ。これは、民生団事件のしこりを断ち切り、在満州の朝鮮人の力を結集しようという目的を持った組織で、祖国の独立をかかげることによって、満州国境に近い朝鮮国内にも支部をひろげることができた。金日成が指揮した普天堡襲撃は、光復会甲山支部（のちの朝鮮労働党甲山派）の手引きによって、成功したのである。光復会については、宣言文、規約文が残っていて、発起人には呉を含めて、三人の古参朝鮮人共産党員が名を連ねている。このメンバーの中で筆頭は呉であり、多くの支部を組織したのも、呉を中心とした仕事だったと思われる。呉自身、この仕事を誇りに思っていたようで、張志楽への手紙で、祖国光復会中央委員のメンバーであることを告げると同時に、「当地での仕事は現在たいへん成功しており、自分もついに大きな仕事をなし遂げた」と書いている。

### 投降とその最期
日中戦争の拡大に加え、1938年に張鼓峰事件、1939年にノモンハン事件が起こり、ソ連との国境線が緊張して、満州国では、国内の抗日共産軍の討伐に力を入れるようになった。帰順を誘い、投降した者を討伐隊に組み込んで、罰しないばかりではなく、衣食住を保証したことで、東北抗日聯軍は壊滅的な打撃を受けた。また、討伐側が1941年当時、一路軍主要メンバーにかけていた懸賞金額が作戦命令の書類に残されているが、政治委員・魏拯民三千円、軍需処長・呉成崙三千円、第二方面軍指揮・金日成一万円、第三方面軍第13団団長・崔賢一万円であり、過去に襲撃実績のある現場指揮官が一万円、首脳部が三千円だったことがわかる。
1940年2月、第一路軍総司令楊靖宇が投降を拒んで射殺され、3月、一路軍の首脳部は、樺甸県第四区水曲柳にあった呉のアジトで会議を開き、「呉が責任者となって新たに工作し、大衆に根を下ろす。軍は小部隊に分散して第二、第三路軍と合流する」ことを決議した。しかし呉の工作は失敗し、一方の金日成は、同年の秋ころ、わずかな手勢を引き連れてソ連領沿海州へ逃れた。
翌1941年1月、呉は、撫松県北方で、通化地区討伐隊に投降、帰順し、満州国の治安部顧問となった。呉は山本秀雄と名乗り、熱河省警務庁警尉補の職についていたともいわれる。
これまで、呉の最期は、1945年、日本の敗戦により、通化に進駐してきた八路軍に処刑されたといわれていた。しかし、近年発表された中国の文献によれば、日本の敗戦直後、呉は、熱河省承徳市の韓僑同盟委員長兼朝鮮独立同盟責任者を務めていたが、八路軍が承徳市に進駐したときに逮捕され、撤退を迫られた八路軍によって内蒙古の林西に連れて行かれ、捕らわれたまま、1947年の初めに病死したとされている。

## 没後の評価
白峯著『金日成伝』など北朝鮮で出された史書では、「祖国光復会は金日成将軍が発意して宣言と綱領を発表し、会長を務めていた」と、呉の業績をそのまま金日成のものにしてしまい、また呉は金日成の上官であり、あきらかに面識があったにもかかわらず、金日成は呉の存在を黙殺し続けて終わった。
一方の韓国では、近年、共産主義への過剰な反発が消えて、『アリランの歌』の映画化話なども持ち上がったが、注目を浴びているのは義烈団時代の呉であり、満州国への投降・帰順の経歴のためか、金日成の上官だった満州時代はあまり取りざたされていないようだ。